# دهستان بیزکی
دهستان بیزکی دهستانی در بخش مرکزی شهرستان گلبهار در استان خراسان رضوی ایران به مرکزیت روستای شلنگرد است. این دهستان بر اساس مصوبه هیئت وزیران در تاریخ ۲۵ اسفند ۱۳۶۴ تأسیس شده‌است.
در ۱۲ آبان ۱۳۹۹ مرکز دهستان از روستای محسن‌آباد به روستای شلنگرد تغییر کرد و دهستان که پیشتر جزو شهرستان چناران بود، در شهرستان نوبنیاد گلبهار واقع شد.

## جمعیت
براساس سرشماری مرکز آمار ایران در سال ۱۳۸۵، جمعیت دهستان بیزکی ۱۱۷۴۰ نفر (۲۸۴۰ خانوار) بوده‌است. جمعیت این دهستان در سال ۱۳۹۰ به ۱۰۸۸۵ نفر رسیده‌است.